# 五华楼
25°41′38″N 100°09′40″E / 25.69390°N 100.16111°E

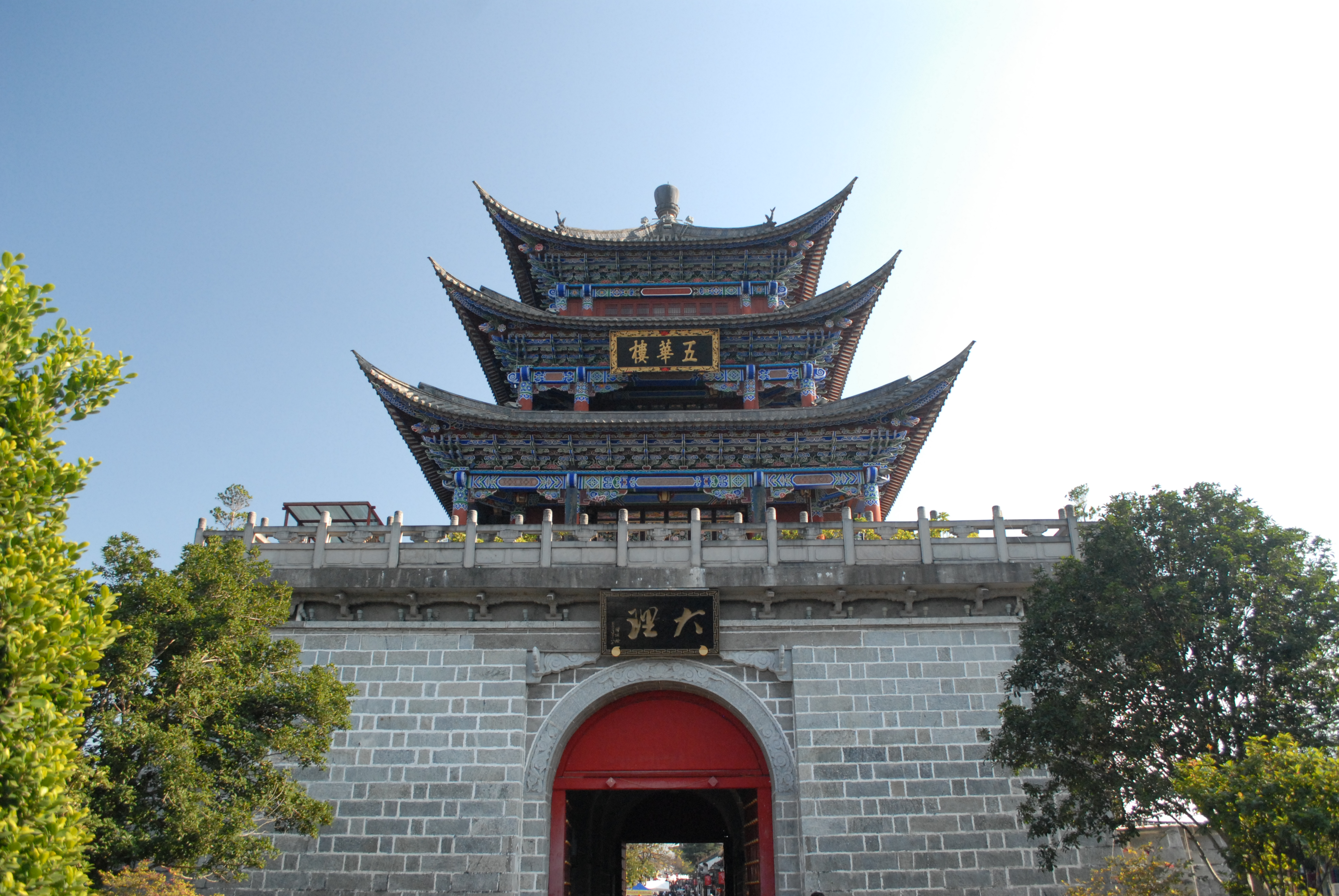
经1998年重建后的五华楼

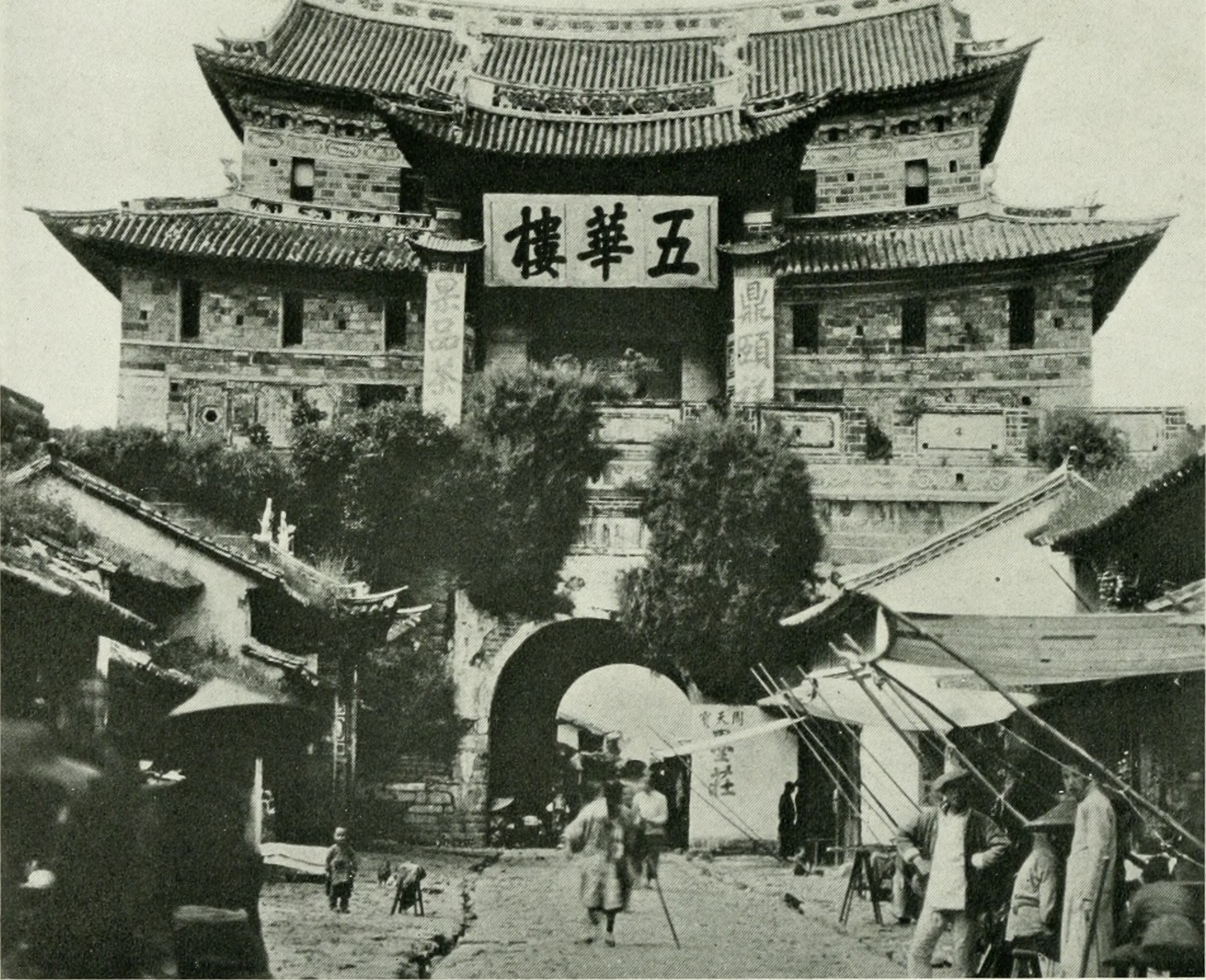
1918年的五华楼

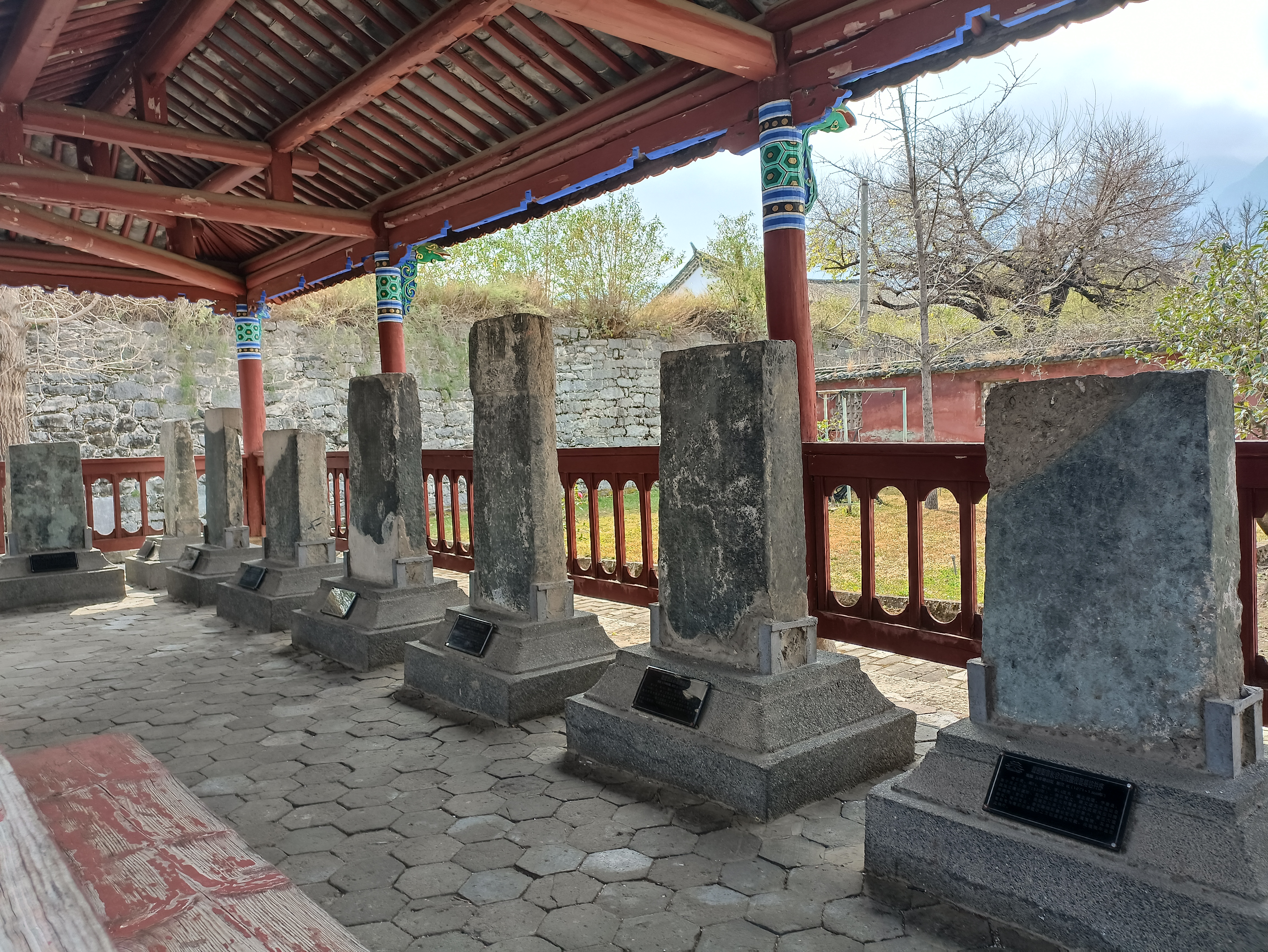
大理市博物馆碑林中的五华楼出土古碑

五华楼位于云南省大理白族自治州大理市大理古城复兴路南段。原五华楼为南诏时期所建，明初毁于战火。现在的五华楼于明正德年间另建于他处，“文革”中拆除，1998年重建。
原五华楼为唐大中十年（856年）南诏王丰祐所建，位于南诏都城羊苴咩城中，作为会见各国君长的国宾馆及宗教、祭祀场所，据记载“樓方廣五里，高百尺，上可容萬人”，元世祖征大理时曾驻兵楼前，元至元三年（1266年）修整，明初毁于战乱。其遗址位于今大理古城西南，现仍存石头墙基及砖瓦。明正德年间，在大理府城新建一鼓楼，也取名五华楼，但已非南诏之楼。
1972年，五华楼在“文革”中被拆除，拆除时发掘出用作建筑材料的宋元碑数十通，石碑大多又砌入体育场看台，部分流落民间，其余留在原地。1979年经整理后得拓片70余张，其中宋碑有3通，内容有墓志铭和梵文经等，为研究地方历史及书法不可多得的材料。
1998年由大理州、市政府拨款在原址重建，12月5日动工，1999年4月25日竣工，总投资500万元。主楼占地757.44平方米，为四层框架结构，仿古式建筑。